# Nombre de Fourier
El nombre de Fourier o mòdul de Fourier, és un nombre adimensional, emprat en física i en enginyeria i, més concretament, en la transmissió de calor. Ve designat per la lletra grega τ, o per Fo. La seva expressió és:
{\displaystyle Fo={\alpha t \over L^{2}}}
on:
- α, és la difusivitat tèrmica (m²/s)
- t, és el temps en què es vol calcular el nombre de Fourier (en segons)
- L, és la longitud característica.

La característica de longitud es calcula de la següent manera:
{\displaystyle L={V \over S}}
on:
- V és el volum del cos en estudi (en m³)
- S és la superfície d'intercanvi (en m²)

El nombre de Fourier s'utilitza en problemes quan es desitja estudiar un cos situat en un entorn amb una temperatura diferent. Caracteritza la part del flux de calor que es transmet al cos en un moment donat, expressat en un temps t, en relació amb la calor emmagatzemada per l'organisme.
Físicament, en un moment donat, com més gran és el nombre de Fourier més profundament penetra la calor dins l'interior del cos.